# Liste jüdischer Friedhöfe in Portugal
Die Liste jüdischer Friedhöfe in Portugal gibt einen Überblick zu jüdischen Friedhöfen (Cemitérios judaicos) in Portugal. Die Sortierung erfolgt alphabetisch nach den Ortsnamen.

## Liste der Friedhöfe
| Bezeichnung                                 | Bild | Ort                                                  | Weitere Informationen |
| ------------------------------------------- | --- | ---------------------------------------------------- | --- |
| Jüdischer Friedhof (Angra do Heroísmo)      | | Angra do Heroísmo Insel Terceira, Azoren (Lage)      | 1832 errichtet; 53 Grabsteine aus der Zeit von 1832 bis in die 1950er Jahre; |
| Jüdischer Friedhof (Belmonte)               | Bild gesucht Die Wikipedia wünscht sich an dieser Stelle ein Bild vom hier behandelten Ort. Falls du dabei helfen möchtest, erklärt die Anleitung , wie das geht. BW | Belmonte (Lage)                                      | Friedhof der Anfang der 1990er Jahre zum Judentum konvertierten Marranengemeinde von Belmonte: 1996 Grundsteinlegung, 2001 Einweihung, Platz für 300 Gräber; beinhaltet Taharahaus,                                                                                                  |
| Jüdischer Friedhof (Faro)                   | | Faro (Lage)                                          | Ca. 1830 errichtet, 106 Grabsteine aus der Zeit von 1838 bis 1932; steht unter Denkmalschutz; |
| Jüdischer Friedhof (Funchal)                | weitere Bilder | Funchal, Insel Madeira (Lage)                        | 1851 errichtet, 38 Grabsteine aus der Zeit von 1854 bis 1976; steht unter Denkmalschutz; |
| Jüdischer Friedhof (Horta)                  | Bild gesucht Die Wikipedia wünscht sich an dieser Stelle ein Bild vom hier behandelten Ort. Falls du dabei helfen möchtest, erklärt die Anleitung , wie das geht. BW | Horta Insel Faial, Azoren (Lage)                     | 1852 errichtet, 17 Bestattungen von 1864 bis 1943; |
| Jüdische Friedhöfe in Lissabon              | weitere Bilder | Lissabon (Lage)                                      | Aus Lissabon sind drei Jüdische Friedhöfe bekannt, von denen der älteste aus dem Mittelalter stammt. Nach der Vertreibung von 1492 und der Wiederansiedlung wurde 1801 wieder ein Friedhof angelegt, gefolgt von dem 1865 errichteten Friedhof. Dieser ist bis heute in Gebrauch.    |
| Jüdischer Friedhof (Ponta Delgada)          | weitere Bilder | Ponta Delgada, Insel São Miguel, Azoren (Lage)       | 1834 errichtet; 160 Grabsteine seit 1838; |
| Jüdischer Friedhof (Porto)                  | Bild gesucht Die Wikipedia wünscht sich an dieser Stelle ein Bild vom hier behandelten Ort. Falls du dabei helfen möchtest, erklärt die Anleitung , wie das geht. BW | Porto                                                | 2022 eröffneter, nach Isaac Aboab da Fonseca benannter neuer Friedhof der jüdischen Gemeinde Portos namens Campo da Igualdade Isaac Aboab, Nachfolger des ersten, 1380 eröffneten jüdischen Friedhofs in Porto. Die genaue Lage des Friedhofs wurde nicht öffentlich bekanntgegeben. |
| Jüdischer Friedhof (Santa Cruz da Graciosa) | Bild gesucht Die Wikipedia wünscht sich an dieser Stelle ein Bild vom hier behandelten Ort. Falls du dabei helfen möchtest, erklärt die Anleitung , wie das geht. BW | Santa Cruz da Graciosa Insel Graciosa, Azoren (Lage) | Einzelgrab von 1827 |